# Fikret Mualla Saygi
Fikret Muallâ Saygı (Istanbul, 20 luglio 1903 – Reillanne, 20 luglio 1967) è stato un pittore turco, appartenente alle correnti artistiche dell'avanguardia, dell'espressionismo e del fauvismo e noto per i suoi lavori incentrati sulla vita di strada parigina, che includevano caffè, bistrot, artisti di strada e circensi.

## Biografia
Fikret Muallâ Saygı nacque a Kadıköy, quartiere di Istanbul, il 20 luglio 1903, figlio di Mehmet Ekrem Bey, direttore dell'OPDA, e sua moglie Emine Nevber Hanım. All'età di dodici anni subì una commozione cerebrale e perse l'uso del piede destro in seguito a un incidente avvenuto mentre giocava a calcio, cercando di imitare suo zio, il noto calciatore Hikmet Topuzer. Poco dopo perse la madre, a cui era estremamente legato, a causa dell'influenza spagnola, che colpì anche lui, e suo padre nel giro di poco si risposò con una donna molto più giovane, Behice Hanim, che Saygi non accettò mai. Tutto questo fomentò in lui un forte senso di colpa per la madre, oltre a rabbia e disadattamento.
Nel 1920, dopo il diploma, venne mandato dal padre a Zurigo, in Svizzera, per studiare ingegneria, cosa che Saygi interpretò piuttosto come una cacciata da casa. Con l'aiuto del console turco in Germania Rıza Bey, si trasferì invece a Berlino, per studiare arte sotto Arthur Kampf. Qui conobbe la pittrice turca Hale Asaf, anche lei allieva di Kampf, di cui si innamorò senza esserne ricambiato, e iniziarono a manifestarsi, sotto forma di disturbi di personalità e mentali, le conseguenze dei traumi psicologici e fisici dell'infanzia, che lo perseguitarono per tutta la vita. Nel suo periodo a Berlino, fino al 1928, venne ricoverato numerose volte per alcolismo, paranoia estrema e delirio.
Nel 1929 decise di recarsi a Parigi, simbolo per lui di libertà illimitata, ma fu costretto a ritornare a Istanbul nel 1930, quando suo padre gli tagliò i fondi.
Lì, fu sottoposto a un ricovero di tre giorni all'ospedale psichiatrico di Bakırköy al fine di valutarne lo stato mentale. Giudicato capace di intendere e di volere, riuscì a ottenere un posto da insegnante di disegno in un liceo di Ayvalık, che però lasciò presto per trasferirsi a Beyoğlu, dove si dedicò al disegno e alla scrittura, scrivendo anche una monografia su Schiller, e strinse amicizia con il soprano e pittrice Semiha Berksoy, con lo scrittore Nazim Hikmet e con il pittore Abidin Dino, che gli procurarono alcuni lavoretti per diverse riviste. Nel 1934 riuscì a organizzare la sua prima mostra, esponendo disegni, dipinti e acquerelli, con soggetto paesaggi della città, ritratti e caricature, ma senza alcun successo, e dovette guadagnare da vivere come illustratore di libri e, occasionalmente, costumista. Nel 1936 ottenne un lavoro come insegnante privato per i tre figli minori del politico e mecenate Salah Cimcoz (dei quali la più giovane, Emel Cimcoz, avrebbe poi sposato il presidente turco Fahri Korutürk), ma a causa di una furibonda lite col datore di lavoro, che richiese l'intervento della polizia (cosa che scatenò in Fikret una fobia paranoica delle forze dell'ordine che perdurò fino alla sua morte) fu nuovamente ricoverato per circa un anno e mezzo all'ospedale psichiatrico di Bakirkoy. Fu affidato alle cure del noto psichiatra Mazhar Osman Usman e condivise la camera con Neyzen Tevfik. Appena dimesso, deluso e frustrato, decise di lasciare la Turchia, dove si sentiva incompreso, per tornare a Parigi. Nel periodo fra la dimissione e la partenza dovette affrontare la morte del padre e una causa legale che lo accusava di produrre arte oscena, da cui fu assolto. Prima di partire realizzò anche, su richiesta di Dino, una trentina di dipinti a olio da esporre al padiglione turco dell'esposizione mondiale di New York del 1939.
A Parigi tuttavia le cose non migliorarono. Dopo un primo periodo luminoso, in cui si immerse nella nuova corrente dell'espressionismo, le cose precipitarono allo scoppio della seconda guerra mondiale. Nuovamente rifiutato da Hale Asaf, anche lei a Parigi (dove morì nel 1938), sprofondò sempre più nell'alcolismo, nell'alienazione mentale e nella paranoia. Costretto a svendere i suoi quadri e a passare da un patrono all'altro, era perseguitato da fobie, fra cui quella della polizia, e nostalgia di casa. Fu nuovamente ricoverato per due mesi e solo l'intervento di una sua amica, la modella Dina Vierny, gli evitò l'espulsione dalla Francia. Nel 1954 riuscì a organizzare una seconda mostra dopo 20 anni, ospitata proprio dalla Vigente nella sua galleria. A differenza della prima, la mostra ottenne un grande successo, riuscendo a vendere ogni singola opera, e gli valse la conoscenza del famoso pittore Pablo Picasso, ma gli organizzatori truffarono Fikret, non consegnandoli per intero la quota di denaro che gli spettava per le vendite. In seguito, vendette la foto autografata che gli aveva regalato Picasso per una bottiglia di vino e poco dopo finì per essere nuovamente ricoverato per alcolismo.
A quel punto aveva fama di ubriacone e di pazzo, ma paradossalmente iniziò a essere notato come pittore, riuscendo a organizzare una terza mostra nel 1956 e persino a ottenere il patrocinio di Madame Fernande Angles, nota collezionista e mecenate. Per un po', grazie a questa fonte di reddito e alle crescenti attenzioni verso la sua opera, sembrò ristabilirsi, ma nel 1962 subì un ictus e perse completamente l'uso degli arti. Dovette trasferirsi a Reillanne, dove venne accudito a spese della Angles, e in seguito si ammalò anche di cirrosi epatica, a causa della sua ricaduta nelle vecchie abitudini alcoliche.
Nel maggio 1967 venne ricoverato, per l'ultima volta, per disturbi nervosi nella clinica del paese, e il 20 luglio dello stesso anno (giorno del suo 64º compleanno) fu trovato morto nel suo letto. Le cause della sua morte sono ignote. Inizialmente sepolto nel cimitero locale, nel 1974 il suo corpo fu traslato nel cimitero di Karacaahmet a Istanbul, com'era sua volontà, grazie all'intercessione del presidente Fahri Korutürk, della cui moglie Fikret era stato insegnante.

## Stile ed eredità
Le opere di Fikret sono caratterizzate da uno stile eclettico e ibrido, non rientrante in una precisa classificazione artistica, anche se fu vicino all'avanguardia, all'espressionismo e al fauvismo. Le sue opere riflettono la sua vita disordinata e le grandi fluttuazioni del suo umore, passato da colorare e allegre a cupe e malinconiche. Nell'uso del colore, era influenzato da Matisse ed era un ammiratore di Picasso.
Il soggetto preferito di Fikret erano le città e soprattutto la vita di strada: realizzò numerosi scorci di Istanbul e Parigi e rappresentò la gente, le strade, i bistrot, i circhi e i lavoratori che vedeva.
La sua tecnica preferita era il dipinto a guazzo su fondo colorato, ma usava spesso anche acquerelli e pastelli.
A oggi, insieme a Remzi Raşa, Hakkı Anlı, Abidin Dino, Selim Turan, Avni Arbaş, Nejat Devrim, Mübin Orhon e Albert Bitran è considerato uno degli artisti della Scuola turca di Parigi.
Alla sua morte, i suoi dipinti furono messi all'asta e acquistati, su sollecito di Emel Cimcoz, dallo Stato turco. La stessa Emel sponsorizzò l'istituzione di una sala a lui dedicata nel Museo Statale di Arte e Scultura di Ankara. Dopo essere stati esposti fino al 1976, molti dipinti sono oggi in collezioni private.
A Parigi esiste l'Associazione degli amici di Fikret Mualla, che si occupa di promuovere la conoscenza dell'artista e di rintracciarne quante più opere possibili.